# Эйрин Сильвер
Эйрин Сильвер (англ. Erin Silver) — персонаж американского телесериала «90210: Новое поколение». Роль «Сильвер» исполнила актриса Джессика Строуп.

## До событий сериала
Впервые персонаж появляется в младенческом возрасте в первых эпизодах третьего сезона «Беверли-Хиллз, 90210». Это общая дочь бывшей модели Джеки Тейлор и дантиста Мэла Сильвера, известно, что девочка родилась летом 1992 года. Эйрин — сводная сестра Келли Тейлор и Дэвида Сильвера, детей от первого брака. Когда Мэл и Джеки сочетались браком в конце второго сезона, Келли и Дэвид породнились. Кроме того, героиня Донна Мартин вышла замуж за Дэвида, тем самым став для Эйрин и Келли «названной сестрой». Появляется несколько раз на протяжении остальных эпизодов в более старшем возрасте. В сериале говорилось, что Мэл и Джеки несколько раз расставались.
В первых эпизодах нового сериала, говорится, что Мэл и Джеки окончательно расстались, и это подкосило женщину, и она снова начала пить — на момент событий, Эйрин испытывает в общении с матерью те же проблемы, что и Келли в первом сезоне, когда Джеки была наркоманкой и алкоголичкой. С отцом Сильвер практически не общается, Дэвид и Донна живут в Японии, а Келли занята со своими проблемами, одной воспитывая сына Сэмми.

Сильвер в первом сезоне.

## Сезон 1
В начале сериала, Эйрин Сильвер представлена, как бунтарка, у которой практически нет друзей. Раньше они были лучшими подругами с Наоми, но когда девушка рассказала всей школе о том, что Мэл изменяет Джеки, Сильвер перестала с ней общаться. Поэтому, когда Эйрин видит, что Энни подружилась с Наоми, она очень обижается на девочку, и делает видео, которое выкладывает на своём блоге под названием «Порочный круг» (англ. The Vicsious Cirle) — в нём Сильвер высмеивает Энни, выставив её перед всеми в образе деревенщины. Однако Келли, которая работает школьным психологом в Западном Беверли, говорит сестре, что та не права и должна извиниться перед Энни. Эйрин просит прощения у девушки, надеясь, что они смогут стать подругами, и помогает ей получить роль в школьной постановке мюзикла «Весеннее пробуждение».
Вскоре выясняется, что Сильвер не живёт дома — в основном она живёт в женском приюте, иногда оставаясь у Келли. Как выяснилось, Джеки вновь начала пить — в её жизни появляются новые мужчины, она кричит на дочь, а иногда и бьёт её. В ночь, когда Уилсоны пошли всей семьёй в боулинг, Сильвер прячется в их машине, где её и находит Диксон. Гарри, отец Энни и Диксона, сообщает об этом Келли, и после очередной ссоры с матерью, она решает, что Эйрин будет жить с ней.
У Диксона и Сильвер начинается роман, но именно в этот момент в жизни Сильвер начинается переломный момент, когда Эйрин не может совладать со своими чувствами. Выясняется, что она больна и страдает от биполярного расстройства, сопровождаемое такими симптомами, как непостоянство и непредсказуемость поведения, безрассудные поступки, состояние эйфории и дезориентации, отсутствие сонливости и чрезмерная потребность в сексе. После скандала на презентации её документального фильма, в котором запечатлены кадры того, как она и Диксон занимаются любовью, девушка убегает. Тем же вечером она вламывается в дом мистера Мэттьюза, бросая в него разные предметы. В какой-то момент молодому учителю удаётся успокоить девушку, он уходит за бинтом, но Сильвер убегает. Все друзья и родные отправляются на поиски девушки, однако найти помогает незнакомец, который обратил внимание на странное поведение девушки, когда встретил её на вокзале — дождавшись, когда девушка уснёт, он взял её телефон и позвонил Гарри Уилсону. Диксон с родителями приезжают на вокзал, и юноша убеждает Эйрин в необходимости лечения.
Восстановившись после нервного срыва, Эйрин начинает ходить в частную католическую школу, где одна из учениц узнаёт в ней девушку с видео. Она говорит Сильвер, что будет поститься до тех пор, пока Сильвер не очистится, и не расскажет всем, что это именно она была на том самом видео, считая, что если Сильвер изменилась, ей нечего стыдиться. В итоге, девушка решает вернуться в Западный Беверли, где все друзья рады её возвращению, хотя она по-прежнему чувствует себя не в своей тарелке.
Это и сближает Сильвер с Итаном, который также испытывает некий кризис. В вечер бала он признаётся Сильвер в любви и целует её. Девушка не знает, как быть, но она не отвергает его, а решает, что ей нужно время, чтобы разобраться в себе. Когда о поцелуе узнает Диксон он бросает Сильвер.

## Сезон 2
За лето, которое она провела на занятиях в качестве наказания, Сильвер вновь сблизилась с Наоми и Адрианной, объявивших бойкот Энни. Узнав, что Сильвер переписывалась с Итаном, Диксон решает порвать с девушкой, но она полна решимости вернуть возлюбленного. Диксон серьёзен в своих намерениях начать новую жизнь без Сильвер — он встречается с красавицей Сашей, которая старше него. Сильвер единственная, кто поддерживает Энни, когда Наоми рассылает всей школе обнажённые фото девочки. Однако Энни отталкивает подругу, когда та отказывается верить ей, что за этим поступком стоит Наоми. Позже, когда Наоми узнаёт, что это её сестра переспала с Лиамом, и что Энни ни в чём не виновата, Сильвер вместе с Адрианной и Наоми хотят предупредить Энни, что её новый парень Джаспер — нарко-дилер. Постепенно, дружеские отношения между девушками восстанавливаются.
Между тем, Джеки вновь появляется в жизни дочери и просит прощения у неё и Келли. От Адрианны, Сильвер узнаёт, что её мать умирает от рака. Простив Джеки, девушка пытается проводить с ней как можно больше времени, и именно в этот момент она сближается с Тэдди, который также потерял мать. Между молодыми людьми завязываются романтические отношения, но Сильвер не нравится, что у Тэдди много поклонниц, к тому же юноша признаёт, что он ловелас, и таков, какой есть. Однако вскоре юноша понимает, что он влюбился в Сильвер и готов измениться ради неё.

## Сезон 3
В отношениях Сильвер и Тэдди вновь назревает кризис: Тэдди повредил ногу во время землетрясения, и теперь не может играть в теннис, из-за чего он впадает в депрессию, начинает пить и изменяет девушке. Кроме того, пьяная Наоми пытается соблазнить Тэдди, и их застаёт Сильвер. Когда выясняется, что мистер Кэннон — новый научный руководитель Сильвер, Наоми пытается предупредить подругу и признаётся, что на балу он действительно изнасиловал её, но после всего обмана, который устроила Наоми, Сильвер отказывается ей верить. Силвер расстаётся с Тэдди, который, как позже выясняется, оказался геем и изменил девушке с юношей по имени Йен, который поставил танцевальный номер для аукциона холостяков, который устроила Сильвер для фонда по борьбе с раком.

Сильвер в третьем сезоне.

Однако приняв приглашение мистера Кэннона на чай в его доме, чтобы посмотреть документальный фильм, который он снял, Сильвер слышит в его проекте фразу, которую Наоми произнесла в видео-послании для встречи выпускников в 2021 году. Девушка понимает, что Наоми не лгала ей, и в спешке уходит, не догадываясь, что чуть было не стала новой жертвой Кэннона — он что-то подмешал в чай, который налил для Сильвер.
Девушка приходит к подруге домой и находит её бесчувственное тело — мучащаяся кошмарами Наоми приняла слишком много снотворного. Когда Наоми становится лучше, Сильвер обещает вывести Кэннона на чистую воду, и вместе с Адрианной придумывает план по соблазнению учителя — происходящее будет записано на видео. Однако Кэннон догадывается о намерениях Сильвер и убеждает директора школы, что девушка находится на грани очередного нервного срыва. Некоторое время спустя, благодаря Оскару, Наоми находит в Интернете доказательства того, что Майлз Кэннон — не настоящее имя мужчины, который был причастен к скандалу со школьницей в Англии. Когда она сообщает об этом полиции, выясняется, что мужчина скрылся. Через некоторое время Кэннон появляется в квартире Наоми и берёт её и Сильвер в заложники. К счастью, девушкам удаётся спастись, и полиция арестовывает преступника.
Между тем, Сильвер сближается с Навидом, который переживает нелёгкие времена — однако Адрианна слишком занята своей карьерой, чтобы заметить это. Между молодыми людьми начинается тайный роман, о котором вскоре узнаёт Адрианна. Она придумывает изощрённый план, чтобы отомстить бывшей подруге — девушка решает свести с ума Сильвер, подменив её таблетки, с помощью которых она лечится от биполярного расстройства. Постепенно, Сильвер теряет голову, но Диксон вовремя замечает знакомые симптомы, и вместе с Навидом ему удаётся уговорить девушку лечь в больницу. Пока девушка находилась на лечении, Адрианна пытается соблазнить Навида — он напивается, и Адрианна отвозит его домой. На следующее утро, девушка уверяет ничего не помнящего Навида, что той ночью у них была близость. Адрианна говорит об этом Сильвер, и девушка готова расстаться с Навидом, однако вскоре выясняется, что Адрианна лгала им, и случайно становится известно, что она подменила таблетки Сильвер, и Адрианна становится изгоем.

## Сезон 4
Сильвер живёт с Навидом, к ним подселяется его младшая сестра Лейла, создавая множество неприятностей. Эйрин помогает парню в работе над съемками в киностудии, принадлежащей его семье. Им удается снять удачный рекламный ролик для бара «Оффшор», принадлежащего Лиаму, что делает его популярным. Сильвер продолжает враждовать с Адрианной, несмотря на её попытки к примирению, в то же время выясняется, что Навид вовлечен в незаконные операции по перегону автомобилей. Сильвер уходит от него, но Навид сотрудничает с полицией, пытаясь вывести своего дядю, который угрожал Эйрин, и отца на чистую воду.
Эйрин начинает встречаться с Грегом, который недавно развелся с женой и делит опеку над 3-х дочерью Мейзи, и собирается переехать с ним в Нью-Йорк. Сильвер понимает, что это удочеренная дочь Адрианны, но пытается это скрыть. Гуляя с Грегом, она наталкивается на Навида, который узнает Грега и рассказывает правду Адрианне, мечтающей увидеть свою дочь. Адрианна похищает девочку, что в конце концов приводит к примирению между подругами. Грег не может простить Сильвер встречу Мейзи с её биологической матерью и уезжает в Нью-Йорк. Навид тоже уезжает в Принстон, а Сильвер поступает в колледж по повторной заявке.
Проходя медицинскую проверку, она узнает, что высока вероятность наличия у неё гена рака груди, который был у её матери и бабушки. Ей трудно решиться пройти тест, но когда Лиам берет её своим ассистентом на киностудию, она заручается его поддержкой, несмотря на ревность его девушки Ванессы. Пока она ждет результаты анализов, от лейкемии умирает муж Айви, Радж, и в город возвращается Навид. Ванесса плетет интриги и рассказывает Навиду о проблемах Эйрин. Лиам прогоняет Ванессу, а Сильвер, узнав, что её анализы положительны, проводит ночь с Лиамом. Но уже на следующее утро говорит Навиду, что все ещё его любит…

## Стиль героини
В первом сезоне Сильвер носит длинные тёмные волосы, она описана как бунтарка, одиночка, которой нет дела до ерунды, которой увлекаются популярные школьники, к примеру, танцев и выпускного бала. У неё своё чувство стиля, так как не все школьницы Западного Беверли решились бы носить подобную одежду.
Во втором сезоне, у героини более короткие волосы, и её стиль стал девичьим — вероятно, под влиянием Наоми и Адрианны. Кроме того, ей очень хотелось пойти на бал «Зимняя сказка» и церемонию «Передачи факела» в финале сезона.
В третьем сезоне у Сильвер короткие волосы, в стиле «девочки-мальчиша», окрашенных в «шоколадный» цвет. Во время очередного срыва она покрасила волосы в ярко-красный, но после выздоровления, вернула прежнюю окраску.

## Критика
Серьёзным обвинениям со стороны родителей и прессы стал тот факт, что во время съёмок сериала, а также на большом количестве промофотографий и в самих эпизодах шоу, исполнительница роли Джессика Строуп и её коллега Шеней Граймс (сыгравшая Энни Уилсон) выглядят крайне худыми. Журнал «US Wekkly» опубликовал статью об актрисах в своём журнале, поместив их фото на обложку, а позже ресурс «Entertainment Weekly» разместил статью на своём сайте, в которой говорилось, что сериал и съёмочную группу обвиняют в дурном влиянии на девушек-подростков, пытающихся всячески сбросить вес и буквально одержимых этой мыслью — по их словам, мировые СМИ буквально навязывают стереотип «худой» красоты. В связи с этим, пошли слухи, часто повторяющиеся в журналах и на сайтах, посвящённых светской хронике, в которых говорилось, что продюсеры решили вмешаться в жизнь актрис и уговорили их набрать вес, так как общественность считает их худобу нездоровой. Позже, в одном из интервью, которое актриса Лори Локлин дала на шоу Бонни Хант, женщина высказала свою точку зрения на происходящее: «Возможно, они выглядят слишком худыми, но я часто вижу, как они с удовольствием едят. В любом случае, это их личное дело, а СМИ оказываются слишком беспощадными по отношению к молодым актрисам, привлекая всеобщее внимание и заставляя общественность выливать на них негатив».

## Награды
В 2010 году актриса Джессика Строуп получила премию «Young Hollywood Award» в номинации «Блистательное игра» за роль Сильвер. В 2012 году актриса была номинирована на две премии «PRISM Award» за сюжетную линию с психическим расстройством Сильвер, а также за лучшее исполнение женской роли.